# Pedro de Deza Manuel
Pedro de Deza Manuel (Sevilla, 26 de marzo de 1520 - Roma, 27 de agosto de 1600) fue un Cardenal español de la Iglesia Católica y Obispo de Albano.
Hijo de Antonio de Deza y de Beatriz de Guzmán, y emparentado con el arzobispo Diego de Deza y con el cardenal Juan Tavera, quedó huérfano a temprana edad. Estudió derecho en el Colegio Viejo de San Bartolomé de Salamanca, en el que posteriormente sería profesor.
Fue vicario general del arzobispado de Santiago de Compostela, oidor de la Chancillería de Valladolid en 1556, arcediano de Calatrava en la archidiócesis de Toledo, auditor del Tribunal Supremo de la Inquisición, Comisario general de Cruzada y presidente de la Chancillería de Granada. 
Fue creado cardenal por Gregorio XII el 21 de febrero de 1578, yendo a residir a Roma. Participó en los cónclaves de 1585 (elección de Sixto V), en los de setiembre de 1590 (Urbano VII) y el posterior del mismo año 1590 (Gregorio XIV), de 1591 (Inocencio IX), y de 1592 (Clemente VIII). 
Finalmente optó por el título cardenal obispo de la sede suburbicaria de Albano en 1600 y murió ese mismo año. Sus restos, depositados inicialmente en San Lorenzo in Lucina de Roma, fueron posteriormente trasladados a la ermita de Villager y finalmente sepultados en el convento de carmelitas descalzos de Toro, que fue clausurado en la desamortización de 1836. 